# ملعب السلطان إبراهيم
ملعب السلطان إبراهيم هو ملعب كرة قدم يقع في إسكندر بوتري بولاية جوهر الماليزية. سُمي الملعب نسبة إلى حاكم الولاية الحالي السلطان إبراهيم بن إسماعيل بن السلطان اسكندر الحاج.
باعتباره الملعب الجديد لنادي جوهور دار التعظيم من دوري السوبر الماليزي منذ عام 2020، حل الملعب محل ملعب لاركن الذي استضاف الفريق الحالي وجميع فرق كرة القدم السابقة لولاية جوهر منذ عام 1964. وقدرت التكلفة الإجمالية للبناء بـ200 مليون رينغيت ماليزي. يتسع الملعب لـ 40 ألف متفرج وافتتح في 22 فبراير 2020.

## تصميم
تصميم الملعب مستوحى من أوراق الموز، كشف تونكو إسماعيل عن المفهوم والتصميم النهائي في حفل أقيم في إسكندر بوتيري بجوهر. ويمتد الملعب على مساحة 140 ألف متر مربع، بمساحة بناء إجمالية تبلغ 70 ألف متر مربع ويتسع لـ 40 ألف متفرج. تم تركيب مصابيح إل إي دي باللون الأحمر والأزرق والأبيض (ألوان علم جوهر) خارج الملعب للإضاءة الليلية. يضم الملعب أيضًا مقر النادي ومركز التدريب ومتجرًا ضخمًا.
تم إجراء اختبار متكامل لنفق الرياح لتصميم الاستاد من قبل أكاديمية مقاطعة قوانغدونغ لمجموعة أبحاث البناء، وهي شركة تابعة لمجموعة قوانغدونغ لهندسة البناء نسخة محفوظة 2 أكتوبر 2018 على موقع واي باك مشين. المحدودة